# Wu Chengzehn
Wu Chengzhen (Xinès tradicional: 吳誠真; en xinès simplificat: 吴诚真; en pinyin: Wúchéngzhēn, nascuda el 14 de gener de 1957) és la primera dona xinesa en ser ordenada fangzhang (abadessa) en la història del Daoisme.

## Joventut
Wu Yuanzhen (xinès: 吳元真) nasqué el 14 de gener de 1957, al Districte Xinzhou, Wuhan, a la província de Hubei, República Popular de la Xina com la filla més jove d'una família de sis germans i germanes. Des de menuda, Wu llegí llibres dels seus familiars que tractaven sobre el budisme, cristianisme i el daoisme. Abans de la Revolució Cultural, ella pogué acabar l'escola secundària i començà treballant com a comptable, però no tingué cap opció a una educació formal superior. Wu començà a estudiar pel seu compte, reading textos de filosofia, teologia i il·luminació espiritual i als 23 anys seguí la guia d'una germana major, comprometent-se amb el daoisme, i canvià el seu nom a Wu Chengzhen.

## Carrera professional

### Primers anys
Wu començà a treballar com a cuinera i jardinera al Temple Daoista de Changchun (Wuhan). Estudià amb Xie Zhongxin, el 22 fangzhang del Temple Baiyun a Beijing i després de quatre anys, el març de 1984 es convertí en monja. El Temple Changchun, construït durant la dinastia Yuan, és un dels més importants a la República Popular de la Xina. El 1995, Wu va ser ordenada zhuchi (abadessa de rang inferior) del temple, i fou elegida vicepresidenta de l'Associació Xinesa Daoista de Wuhan. Un dels seus principals deures és la recol·lecta de fons. El clergat daoista depèn de les donacions públiques per als projectes d'obres públiques. Wu, segons consta, té al voltant de 10.000 seguidors que anualment donen almenys 2 million yuans (292.920 dòlars americans), utilitzats per a cuidar la gent pobra i els xiquets que havien deixat l'escola, vídues i per a projectes de construcció de ponts, camins/carreteres, escoles i ajudes per a casos de desastres.

### Carrera tardana
El 2001, Wu acabà els estudis de màster de filosofia a la Universitat de Ciència i Tecnologia de Huazhong. Es convertí en la presidenta de les associacions taoistes de la província de Hubei i Wuhan el 2007. El 2009, Wu començà a estudiar per al doctorat a la Universitat Renmin de la Xina amb una tesi en la qual avalua la funció del daoisme en la creació d'una societat en harmonia. El 2009, va ser elegida unànimament per tots els líders de tots els departaments del Temple Changchun per a servir com abadessa principal. L'acte d'ordenació tingué lloc el 15 de novembre de 2009. El 2014, Wu viatjà als Estats Units d'Amèrica i ajudà a fundar l'Associació Taoista dels Estats Units.